# Набій для гвинтівок

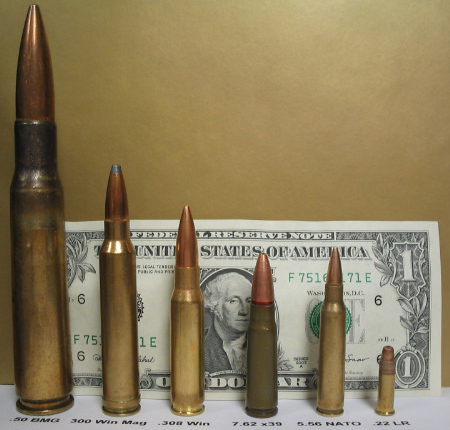
Важкий кулеметний набій: 12.7×99mm NATO, Потужний гвинтівковий набій: 300 Win Mag, 7.62×51mm NATO (.308 Winchester), Проміжні гвинтівкові набої: 7.62×39mm, 5.56×45mm NATO, Набій бічного запалення.22LR

Гвинтівковий набій — набій, розроблений і призначений для використання у гвинтівках або карабінах.

## Типи

### Проміжні
Проміжний набій це військовий гвинтівковий набій, який є менш потужним ніж звичайні набої повної потужності для батальних гвинтівок, наприклад, 7.92 мм Mauser або американський .30-06, але все ж потужніший за пістолетний набій.
Через зменшений відбій у порівнянні з гвинтівковими набоями, автоматична зброя, яка стріляє проміжними набоями, легша в поводженні. Хоча проміжний набій менш потужний за гвинтівковий, балістичні властивості набою задовільні на ефективній відстані у 300—600 метрів, яка є типовою у бойових зіткненнях.
Такий набій допоміг виробити концепцію штурмової гвинтівки, яка має перевідник вогню і є компактнішою та легшою за зброю під потужні гвинтівкові набої. Першим проміжним набоєм став німецький набій 7,92×33mm Kurz. Іншим прикладом є радянський набій калібру 7,62×39 мм який використовували у автоматах АК-47 та серії АКМ, а також британський набій .280 розроблений для EM-2. Набій 5,56×45 мм НАТО також є проміжним набоєм.

### Набій повної потужності
Гвинтівкові військові набої повної потужності мають мінімальну ефективну дальність 1000 метрів. Більшість потужних гвинтівкових набоїв з'явилися наприкінці XIX століття з появою бездимного пороху. Прикладами є 7,62×51 мм НАТО, .30-06 Springfield, 7,62×54 мм R, .303 British, 7,92×57mm Mauser, 7×57 мм Mauser або 8 мм Лебель. Зараз такі набої зазвичай використовують у станкових кулеметах, батальних гвинтівках та марксманських/снайперських гвинтівках.